# Agustín Escardino
Agustín Escardino Benlloch, (n. Valencia, España, 5 de abril de 1934) es un científico e investigador español.

## Biografía
Doctor en Ciencias Químicas por la Universidad de Valencia. De 1979 a 1984, fue vicerrector de dicha universidad y catedrático de Ingeniería Química desde 1965 hasta 1991, cuando se trasladó a la Universidad Jaime I de Castellón donde, entre otros proyectos, dirige el Instituto Universitario de Tecnología Cerámica y preside la Comisión de Nuevas Tecnologías del Alto Consejo Consultivo en Investigación, Desarrollo e Innovación de la Generalidad Valenciana.
Sus principales trabajos de investigación se han centrado en la ingeniería y tecnología química aplicadas al campo de la tecnología cerámica, ámbito en el que ha dirigido 42 tesis doctorales y 61 tesinas de licenciatura, publicado 146 artículos de investigación, presentado 132 comunicaciones y ponencias en congresos, y participado en 78 proyectos de I+D con empresas del sector.
Con antecedentes familiares relacionados con la industria química, Agustín Escardino ha sido desde siempre un convencido impulsor del sistema de cooperación entre la universidad y la empresa. Para él los esfuerzos de la investigación deben conducir principalmente a la obtención de productos nuevos o de características mejoradas o al desarrollo de procesos innovadores, siempre a escala industrial, para favorecer con ello el progreso, el bienestar y el desarrollo de la sociedad.
A comienzos de la década de los 90, Agustín Escardino puso en marcha, junto a otros investigadores del ITC, la empresa ITACA S.A., dedicada a la fabricación de pigmentos inorgánicos destinados a colorear gres porcelánico. Esta empresa forma parte, hoy día, del grupo Esmalglas-Itaca y es un referente en el sector a nivel internacional.
Es Académico de la Academy of Ceramics y Académico Correspondiente Nacional de la Real Academia de Ciencias Exactas, Físicas y Naturales, adscrito a la Sección de Ciencias Físicas y Químicas. Forma parte de diversas instituciones dedicadas al fomento de la Investigación y la Ciencia y pertenece a varias Sociedades profesionales y de investigación, nacionales e internacionales: American Institute of Chemical Engineers-AIChE (Estados Unidos); American Ceramic Society (Estados Unidos); Sociedad Española de Cerámica y Vidrio; Real Sociedad Española de Química Industrial; Real Sociedad Española de Química, etc.

## Distinciones y condecoraciones
- 1974. Premio «CERDA REIG» a la investigación en Ciencias.
- 1994. Premio SOLVAY para la Investigación en Ciencias Químicas de la CEOE.
- 1995. Premio FEDIN (Federación Española de Asociaciones de Investigación) a la Investigación Cooperativa.
- 1996. Medalla José Gascó Oliag al Mérito Profesional del Ilustre Colegio Oficial de Químicos.
- 1998. Socio de Honor e Insignia de Oro ATC.
- 2001. «Premio alla Carrera», otorgado por el Gruppo Editoriale Faenza Editrice, S.p.A.
- 2001. Medalla de la Universitat de Valencia (Estudi General).[4]
- 2001. Premio Nacional de Investigación «Juan de la Cierva» en el área de Transferencia de Tecnología.[5]
- 2001. Premio de Investigación «Fundación 3M Innovación», en Ingeniería Química.
- 2002. Premio «Rey Jaime I», en la categoría de Nuevas Tecnologías.
- 2002. Medalla «Martí i Franqués» de la Sociedad Española de Química Industrial e Ingeniería Química.
- 2004. Medalla de Oro de la Universitat Jaume I.
- 2008. Premio a la Trayectoria Investigadora del Consejo Social de la Universitat Jaume I.[6]
- 2012. Alta Distinción de la Generalitat Valenciana; Gran Cruz de la Orden de Jaume I el Conqueridor.[7]

- En 2009, la Universidad Jaime I decidió cambiar la denominación de su Instituto de Tecnología Cerámica por la de «Instituto Universitario de Tecnología Cerámica Agustín Escardino».
- La vía principal del Parc Científic de la Universitat de València lleva el nombre de «Calle Catedrático Agustín Escardino».